# 桃太郎電鉄2 ～あなたの町も きっとある～ 東日本編+西日本編
『桃太郎電鉄2 〜あなたの町も きっとある〜 東日本編+西日本編』（ももたろうでんてつツー あなたのまちも きっとある ひがしにほんへん+にしにほんへん）は、2025年11月13日にコナミデジタルエンタテインメント（KDE）より発売予定ののNintendo Switch,Nintendo Switch2用ゲームソフト。「桃太郎電鉄シリーズ」の通算25作目となる。
| ジャンル   | ボードゲーム                                                                     |
| 対応機種   | Nintendo Switch,Nintendo Switch2                                                 |
| 発売元     | コナミデジタルエンタテインメント                                                 |
| デザイナー | さくまあきら（総監督/ゲームデザイン） 桝田省治（副監督）                         |
| 音楽       | 関口和之（作曲） 前山田健一（「ヒャダイン」名義・作曲） 樹原孝之介（作曲・編曲） |
| 美術       | 竹浪秀行（キャラクターデザイン）                                                 |
| シリーズ   | 桃太郎電鉄シリーズ                                                               |
| 人数       | 1 - 4人                                                                          |
| 発売予定日 | 2025年11月13日                                                                   |
| 対象年齢   | CERO：A（全年齢対象）                                                            |